# 브리지스톤 미술관

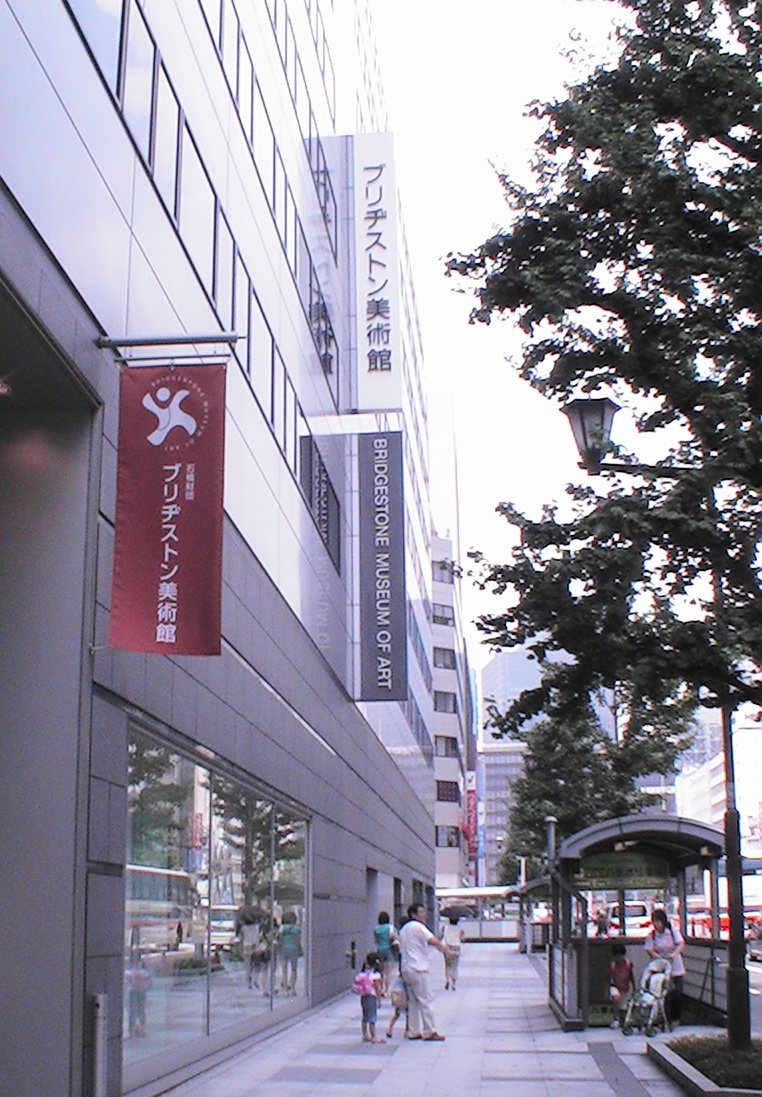
브리지스톤 미술관

브리지스톤 미술관(일본어: ブリヂストン美術館, 영어: Bridgestone Museum of Art)은 일본 도쿄도 주오구 교바시에 있는 미술관이다. 공익 재단법인 이시바시 재단이 운영하고 있다.